# Cantonul L'Île-d'Yeu
Cantonul L'Île-d'Yeu este un canton din arondismentul Sables-d'Olonne, departamentul Vendée, regiunea Pays de la Loire, Franța.

## Comune
- L'Île-d'Yeu